# Andrew Lloyd Webber
Andrew Lloyd Webber (London, 22. ožujka 1948.), britanski skladatelj.
Najpoznatiji je i najkontroverzniji skladatelj mjuzikala. Milijuni ljudi su pogledali i poslušali njegove mjuzikle – Mačke, Fantom Opere, Jesus Christ Superstar i Evita samo su neka od ukupno 15 njegovih ostvarenja. Pored mjuzikala, Andrew Lloyd Webber napisao je jedan rekvijem i glazbu za dva filma (The Odessa File i Gumshoe). Jedan je od najuspješnijih britanskih umjetnika, koji je osvojio brojna priznanja – 7 nagrada Tony (za predstave na Broadwayu), 3 Grammyja (za glazbu), 6 nagrada Laurence Olivier (kazališna nagrada), Oscar (za film), Emmy i Zlatni Globus. Svojim djelima provocirao je javnost i mijenjao glazbeni svijet.

## Život Andrewa Lloyda Webbera
Andrew Lloyd Webber je rođen 22. ožujka 1948. godine u Južnom Kensingtonu (London), u Engleskoj. Otac, William Lloyd Webber, bio je kompozitor i profesor glazbe na Kraljevskom fakultetu u Londonu, a majka, Jean Johnstone Lloyd, učiteljica klavira. S navršene tri godine Andrew je već svirao violinu, a kasnije i druge instrumente. Kad je imao šest godina počeo je skladati, a s devet su njegove kompozicije bile i obljavljene. Na satovima sviranja uživao je svirati svoje skladbe, dok je druge autore nerado izvodio. U to vrijeme već je komponirao glazbu za školske predstave. Kad ga je teta jednom prilikom odvela u kazalište, odmah se oduševio, a veza između njega i kazališta stvorena tada traje i danas. Andrew se školovao u privatnoj školi Wetheby i potom u osnovnoj školi Westminister, a 1964. godine upisao je studij glazbe na Oxfordskom sveučilištu. Oxford je napustio nakon prvog semestra. U to vrijeme počelo je njegovo druženje s Timom Riceom, lirskim pjesnikom, koji mu je pisao da ga želi upoznati jer je znao da Andrew stvara prekrasnu glazbu, ali mu nedostaje tekst. Na samom početku njih dvojica napisali su nekoliko pop pjesama i jedan neuspješan mjuzikl. Zapravo nisu znali što bi dok Alan Dogget, ravnatelj glazbe u maloj predškoli u Londonu, nije od Webbera zatražio da mu sklada nešto religiozno za koncert povodom kraja nastave. Andrew je tada imao 19 godina. Zajedno s Timom prelistao je Bibliju i svidjela im se priča o Josipu – Josip i njegov čarobni ogrtač za snove (1968.). Bila je vrlo popularna, pa su Tim i Andrew godinu poslije izdali album pjesama te predstave, no to nije donijelo neki velik uspjeh. Na mjuziklu je Frank Dunlop kasnije napravio profesionalnu produkciju kako bi se mogao izvoditi u velikim kazalištima pred većom publikom, pa je 1972. vrlo uspješno nastupio na Broadwayu, a 1982. godine ga je preuzelo Kraljevsko kazalište gdje je mjuzikl doživio 747 izvedbi. Mjuzikl je na kraju bio toliko popularan i u Engleskoj i u SAD-u da je 1999. godine snimljen film.

## Umjetnička djela
Nakon šest godina poznanstva i zajedničkog stvaranja Webber i Rice napisali su rock operu Jesus Christ Superstar koja ih je proslavila diljem svijeta. Radnja se odvija za vrijeme sedam posljednjih dana Isusa Krista, koje promatramo kroz oči Jude Iškariotskog. Posebna pozornost posvećena je odnosu običnih ljudi prema Isusu i događajima oko njega, pri čemu su dva glavna predstavnika tih odnosa Juda (koji postaje Isusov izdajnik) i Marija Magdalena (obraćena grešnica koja Isusu beskrajno vjeruje). Narod u početku slavi i uzdiže Isusa, a kada ga vidi uhićena i pretučena okrene se protiv njega, izruguje mu se i traži da ga se raspne. Kroz cijelo djelo očite su aluzije na život 20. stoljeća. Prije postavljanja na pozornicu Broadwaya i West Enda opera je bila snimljena na albumu na kojem je Isusov tekst pjevao Ian Gillian, a Judin Murray Head. Rock opera je na Broadwayu izvedena 1971. godine i tada je izazvala vrlo različite kritike. Mnoge religiozne grupe protestirale su ispred kazališta tvrdeći da predstava omalovažava lik Isusa Krista. Dvije godine kasnije snimljen je film na lokacijama Izraela, koji nije dosegao slavu predstave. Naslovna pjesma, koju pjeva Juda, i pjesma koju pjeva Marija Magdalena (Ne znam kako ga voljeti, a govori o njenoj vezi s Isusom) bili su veliki hitovi. Film je također izazvao proteste do te mjere da su vjerski fanatici u Južnoj Americi bacili bombu na kazalište u kojem se predstava izvodila. Krajem stoljeća bijes i strka oko predstave su nestali, pa je danas čak izvode neke crkvene grupe, a prikazana je i u Vatikanu. Isus Krist Superstar jedno je od najpoznatijih i najkvalitetnijih glazbeno-scenskih djela. Dosad je prikazano u više od dvadeset zemalja svijeta i vidjelo ga je više od pet milijuna ljudi. Andrew je pokušao stvarati i s drugim partnerom, Alanom Ayekbornom. Skupa su napisali mjuzikl Jeeves koji nije ostvario uspjeh, pa se 1975. godine ponovno udružuje s Riceom i nastaje mjuzikl Evita (premijerno izveden u Londonu 1978.). Priča se temelji na istinitoj priči o ženi argentinskog predsjednika, Evi Peron, koja je od prostitutke postala miljenica zemlje. Godine 1996. snimljen je film u kojem je Evitu glumila Madonna. Nakon Evite, Webber je napisao Varijacije – komad za čelo predviđen za njegova mlađeg brata Julliana i djelo Reci mi u nedjelju, o životu mlade Engleskinje koja u New Yorku proživljava nesretne ljubavne veze. Svoj najveći hit – Mačke, Webber je napisao 1981. godine kada je i prvi put izveden u Londonu, u West Endu, a godinu kasnije na Broadwayu. Nakon Mački, Andrew je napisao Pjesme i plesove (kombinacija Varijacija i Reci mi u nedjelju) i mnogo poznatiji Starlight Express u kojem se različiti vlakovi natječu koji je bolji, a pisan je za djecu. Kad mu je umro otac, 1982. godine, Andrew je počeo pisati Rekvijem za njega, a izveden je tri godine kasnije, u episkopalnoj crkvi St. Thomas u New Yorku. U Rekvijemu, svom najozbiljnijem djelu, Webber progovara o smrti s različitih gledišta – zbunjenosti i otpora, bijesa i gorčine, žaljenja i tuge, i vječnosti. On ne pravi veliku razliku između živih i mrtvih, svjestan da nad mrtvima žalimo i da im se svakim danom približavamo. Kritičari su sa strepnjom čekali ovo djelo jer odskače od svih Webberovih dotadašnjih. Mnogi su smatrali da tako komercijalan umjetnik ne može stvoriti tako dobro ozbiljno djelo. U svojim intervjuima, Webber obrazlaže da niti jedno djelo nije pisao misleći pritom koliko puta će se izvoditi i koliko ljudi će ga gledati. Rekvijem mu je naprosto odgovarao u vrijeme smrti oca i njime je želio vidjeti može li i kako rekvijem doživjeti današnja publika. Jedan od, ne samo njegovih, najupečatljivijih mjuzikala, svakako je Fantom Opere. Nastao je prema istinitom romanu Gastona Lerouxa (napisan 1911. godine). Priča je to o tragičnoj ljubavi koja se događa u Parizu devedesetih godina devetnaestog stoljeća. Mlada članica opernog ansambla, Christine, dobiva veliku šansu nakon što razmažena operna diva odbije pjevati. Njen čaroban nastup osvoji srca publike i Fantoma, koji se posveti tome da od svoje štićenice napravi veliku opernu zvijezdu. Naslovni lik je ljubitelj glazbe koji poput duha luta katakombama ispod kazališta i nosi masku na licu kako bi sakrio ožiljke koji unakazuju njegovo lice. Ono što ne može sakriti je ljubav prema Christine. No Christine se udvara i bogati mecena Raoul de Chagny, pa u mjuziklu imamo ljubavni trokut u kojem strast, ljubomora i opsesivna ljubav prijete razdvojiti ljubavnike – dok nju Raoul sve više privlači, Fantom biva sve više zaslijepljen bijesom i požudom. Vjeruje da će ga ona zavoljeti ako uspije napisati operu za nju ili da će ga konačno shvatiti ako je uspije odvući u svoj podzemni svijet i navesti je da ga upozna. Fantom je zapravo fizička manifestacija svega za što ljudsko biće vjeruje da na njemu nije vrijedno ljubavi, on je iskustvo koje čovjek skuplja godinama i koje nije uvijek ugodno i lijepo. Stoga se svakome lako poistovjetiti s Fantomom i zato milijuni ljudi i danas uživaju u ovom mjuziklu. Ovaj klasični fenomen zaradio je više od 3,2 milijarde američkih dolara. Premijerno je prikazan u Her Majesty's Theatre na londonskom West Endu 9. listopada 1986. godine, a otada ga je vidjelo više od 80 milijuna ljudi. Album na kojem je sudjelovala izvorna glumačka ekipa, uključujući Michaela Crawforda u ulozi Fantoma i Sarah Brightman kao Christine, snimljen je 1987. godine i najprodavaniji je album u svojoj kategoriji, s više od 40 milijuna prodanih kopija. Priprema se stalni postav mjuzikla u Las Vegasu, a 2006. godine 90-minutna verzija showa bit će prikazana u novom, modernom kazalištu sagrađenom (za 25 milijuna dolara) posebno za taj mjuzikl u okviru hotela Venecija i kasina. Osim najmodernijim specijalnim efektima, pozornica će biti opremljena i pravim jezerom i replikom pravog lustera pariške Opere. Nakon što je Fantom u operi 1988. godine prikazan na Broadwayu, Lloyd Webber je počeo sa Schumacherom (kad je vidio njegov vampirski hit-triler The Lost Boys) razgovarati o filmskoj inačici mjuzikla. U to se doba Webber razvodio od Sarah Brightman, talentirane pjevačice i glumice koja je bila njegovom muzom tijekom nastajanja mjuzikla i prva imala ulogu Christine. Snimanje filma je stoga bilo odgođeno. Tijekom narednih godina Webber i Schumacher surađivali su na adaptacijil, no redatelj je bio prezauzet, pa su tek u prosincu 2002. godine stari prijatelji dogovorili početak dugo pripremane suradnje. Schumacher i Webber razradili su priču i sporedne likove, pogotovo dijelove Fantomova djetinstva kada su ga odbacili i obitelj i društvo zbog grotesknog lica, koje je prikrila maska. Film je konačno prikazan 2004. godine, a glavne uloge su pripale Gerardu Butleru, Emmy Rossum, Minnie Driver, Mirandi Richardson i Patricku Wilsonu. Neka od ostalih Webberovih istaknutijih djela su Prava lica ljubavi (Aspects of Love) – intrigantna priča o ljubavi i seksu između četvero ljudi – mladića, njegovog ujaka, starije žene i djevojke; Novi Starlight Express (The New Starlight Express) u kojem su neke pjesme iz ranije verzije predstave izostavljene, a dvije nove dodane; Sunset Boulevard – priča o zaboravljenoj zvijezdi Normi Desmond koja sanja o povratku na film, pa iskorištava Joa Gillsa da joj napiše film koji će joj vratiti slavu. Norma nikako ne shvaća da nije popularna kao nekad, dok je bila mlada, i da je nitko ne prepoznaje; By Jeeves – ponovno napisani Jeeves (1996.); Zviždi niz vjetar (Whistle down the Wind) – priča o odbjeglom robijašu koji upoznaje djecu, a djeca vjeruju da je on Isus. Kod nas je bilo prilike vidjeti mjuzikl Mačke i Isus Krist Superstar. Kako su mnogi mjuzikli doživjeli filmsko izdanje, moguće je bar na taj način doživjeti Webberova djela. Film ne dočarava priču kao izvedba uživo, na pozornici, ali u svim filmskim ekranizacijama sudjelovao je i sam Webber, pa publika nije toliko uskraćena. Za pretpostaviti je da se možemo nadati pokojem briljantnom mjuziklu ovog umjetnika.